# Лейквуд (Колорадо)

Справа внизу — округ Джефферсон на карте штата Колорадо, слева — город Лейквуд на карте округа Джефферсон.

Ле́йквуд (англ. Lakewood) — город в округе Джефферсон, штат Колорадо, США. Занимает пятое место по количеству жителей среди городов штата и 173-е по этому же показателю среди городов страны (по оценкам 2013 года).

## История
Поселение на этом месте было основано в 1889 году, когда Чарльз Уэлч и Уильям Лавленд (бывший президент железнодорожной компании англ. Colorado Central Railroad) приобрели здесь тринадцать кварталов вдоль Колфакс-авеню. На протяжении десятилетий этот населённый пункт оставался захолустным городком без уличного освещения, тротуаров и самоуправления, хотя в 1914 году здесь открылся Колорадский христианский университет. 16 июня 1969 года Лейквуд с четвёртой попытки был инкорпорирован со статусом «город» (city) под названием Джефферсон-Сити, так как с населением более 90 000 человек он являлся крупнейшим населённым пунктом округа Джефферсон. Впрочем, уже в следующем году было принято решение, согласно воле жителей, вернуть городу историческое имя. Первым мэром города стал Джеймс Ричи (1969—1977).
Дважды (2011 и 2016) город был награждён премией «All-America City Award» (с англ. — «Всеамериканский город») присуждаемой Национальной гражданской лигой, которую неофициально называют «Нобелевской премией за конструктивное гражданство» и которая выдается за активную гражданскую позицию жителей некорпоративных сообществ Соединённых Штатов в жизни местного самоуправления.

## География
Лейквуд находится в восточной части округа Джефферсон. Фактически является западным пригородом Денвера: расстояние между центрами городов составляет менее 9 километров. C севера Лейквуд вплотную граничит с поселением Уит-Ридж, с юго-востока — с городком Энглвуд, с юга примыкает городок Литлтон, а с северо-запада — Голден. Площадь Лейквуда составляет 110 км², из которых 2,3 км² занимают открытые водные пространства. Через Лейквуд проходят крупные автомагистрали I-70, US 6, US 40, US 285.

### Климат
Лейквуд лежит в зоне полупустынного климата (по классификации Кёппена), то есть характеризуется мягкими и снежными зимами, но жарким летом с резкими перепадами температур между днём и ночью. Бо́льшая часть осадков выпадает весной и летом.
За период метеонаблюдений (данные на 2000 год) максимальная температура в городе была зафиксирована на отметке 40°С — в июне 1994 года. Минимальная — на отметке -32°С — в январе 1963 года. В среднем в год на Лейквуд выпадает 433,3 мм дождя: самый дождливый месяц — май (65,8 мм), меньше всего жидких осадков фиксируется в феврале (11,7 мм). Что касается снега, то за год на город его в среднем выпадает 161,2 см: самый снежный месяц — ноябрь (30,7 см), в летние месяцы снега ни разу зафиксировано не было.

## Демография

### Перепись 2000 года
По переписи 2000 года в Лейквуде проживали 144 126 человек, было 60 531 домохозяйство, 36 500 семей. Расовый состав: белые — 87,15 %, негры и афроамериканцы — 1,48 %, азиаты — 2,72 %, коренные американцы — 1,11 %, уроженцы тихоокеанских островов — 0,08 %, прочие расы — 4,88 %, смешанные расы — 2,58 %, латиноамериканцы (любой расы) — 14,54 %.
В 27,4 % домохозяйств жили дети младше 18 лет, 45,1 % домохозяйств представляли собой супружеские пары, живущие совместно, 10,8 % — женщины — главы семьи без мужа, 39,7 % не являлись семьями. Средняя семья состояла из 2,92 человек.
22,2 % горожан были младше 18 лет, 9,6 % — в возрасте от 18 до 24 лет, 32,4 % — от 25 до 44 лет, 23,6 % — от 45 до 64 лет и 12,1 % жителей были старше 64 лет. Средний возраст горожанина составлял 36 лет. На каждые 100 лиц женского пола приходилось 97,5 лиц мужского, причём на 100 совершеннолетних женщин приходилось уже 95,5 мужчин сопоставимого возраста.
Средний доход домохозяйства составлял 48 109 долларов в год, семьи — 57 171 доллар. Мужчина в среднем зарабатывал 39 800 долларов в год, женщина — 31 128 долларов. Доход на душу населения составлял 25 575 долларов в год. 4,8 % семей и 7,1 % жителей находились за чертой бедности, в том числе 9,5 % несовершеннолетних и 4,7 % пенсионеров.

### Перепись 2010 года
По переписи 2010 года в Лейквуде проживали 142 980 человек. Расовый состав: белые — 82,87 %, негры и афроамериканцы — 1,56 %, коренные американцы — 1,38 %, азиаты — 3,14 %, уроженцы тихоокеанских островов — 0,11 %, прочие расы — 7,66 %, смешанные расы — 3,27 %, латиноамериканцы (любой расы) — 22,01 %.
2012
По оценкам 2012 года в Лейквуде проживали 145 516 человек: 72 812 мужского пола и 72 704 женского. Средний возраст жителя составлял 38,7 лет при среднем по штату 36,1 лет. Средний доход домохозяйства составлял 53 967 долларов в год при среднем по штату 56 765 долларов. Доход на душу населения составлял 30 115 долларов в год. Происхождение предков: немцы — 19,3 %, ирландцы — 11, 7 %, англичане — 10,1 %, итальянцы — 4,5 %, французы — 3,3 %.
Опорос жителей старше 15 лет показал, что 31,2 % из них не состоят в браке и никогда в нём не были, 48,2 % состоят в браке и живут вместе, 1,6 % состоят в браке, но живут раздельно, 5,1 % вдовствуют и 13,9 % находятся в разводе.
9,3 % жителей были рождены вне США при среднем показателе по штату 9,8 %.
2013
По оценкам 2013 года в Лейквуде проживали 147 214 человек.

## Экономика
В городе находятся штаб-квартиры компаний Einstein Bros. Bagels, FirstBank Holding Co, The Integer Group.

### Крупнейшие работодатели
Данные приведены на 2011 год
1. Денверский федеральный центр[англ.] — ок. 8000 сотрудников
2. Публичные школы округа Джефферсон[англ.] — 2734
3. Terumo[англ.] — 1624
4. Больница Святого Антония[англ.] — ок. 1600
5. Администрация города — 893
6. HomeAdvisor[англ.] — 884
7. FirstBank Holding Co[англ.] — 723
8. The Integer Group[англ.]— 629
9. Колледж «Ред-Рокс-Комьюнити»[англ.] — ок. 400
10. Пожарное подразделение West Metro Fire Protection District — 393

## Города-побратимы
Согласно Sister Cities International, Лейквуд имеет четыре города-побратима:
- Честер, Великобритания
- Портсмут, Великобритания
- Штаде, Германия
- Сатерленд-Шайр[англ.], Австралия